# Spilosoma echo
Spilosoma echo là một loài bướm đêm thuộc phân họ Arctiinae, họ Erebidae.